# フィカス・アルティシマ

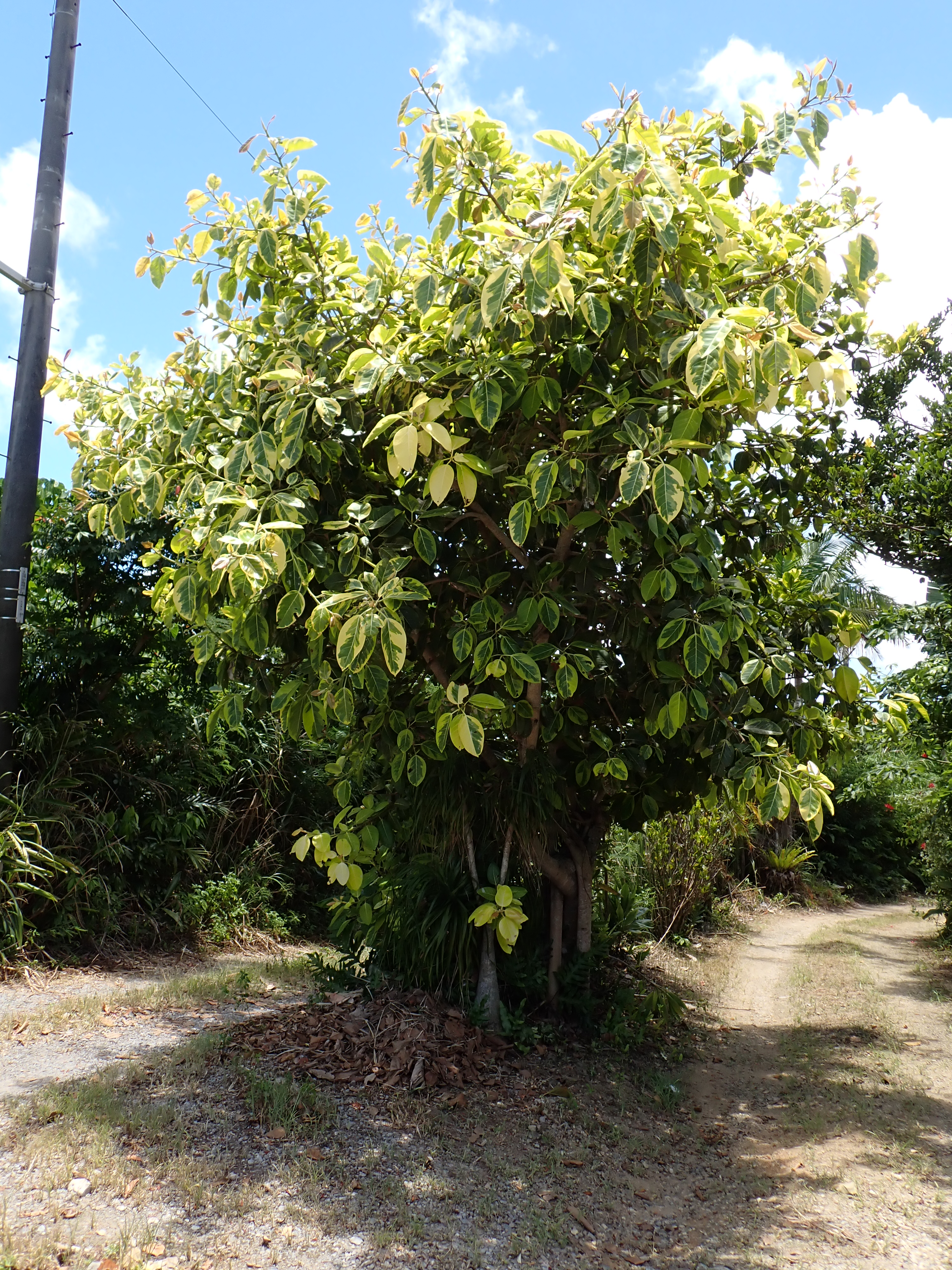
斑入りのフィカス・アルティッシマ（沖縄県石垣市大浜）

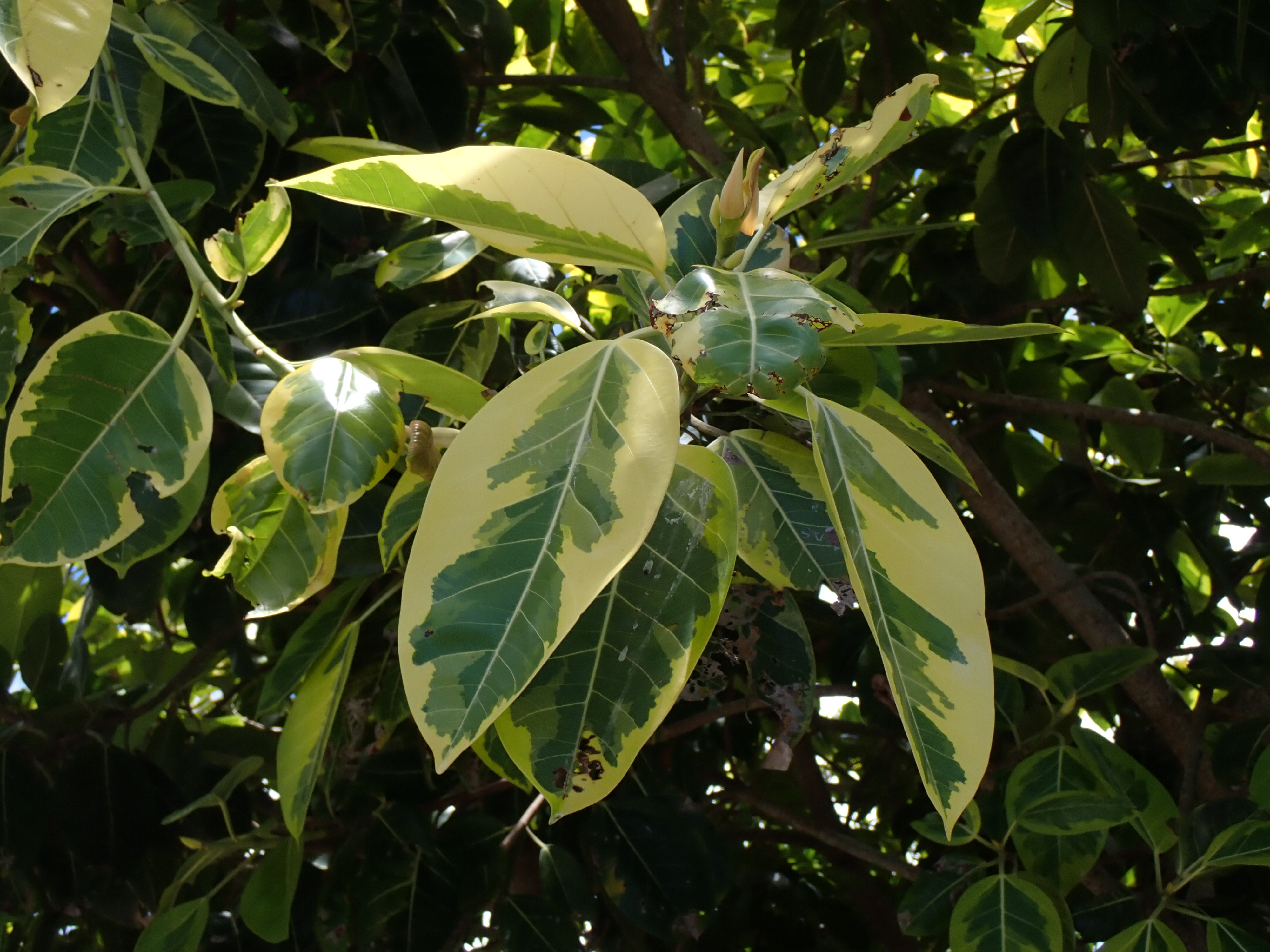
フィカス・アルティッシマの斑入り葉拡大

フィカス・アルティシマ（学名：Ficus altissima）は、クワ科フィカス属（イチジク属）の植物の1種｡

## 特徴
インド、熱帯アジア原産の常緑高木であるが、観葉植物として流通している。全体的にはインドゴムノキに似ているが、本種の葉脈は色が薄く葉表で目立つ点で異なる。葉に斑が入った品種もある。ゴムノキと同様に、枝を折ると白い樹液が滲み出る。
栽培では、繁殖は挿し木、取り木による。日光を好むため、窓際の日当たりの良い場所に置くのが良いが、夏の強い日光に直接当てると葉焼けすることがある。
春から秋にかけて、表土が乾いたら水やりをたくさん与え、冬場は乾燥しすぎない程度に、水やりを控えてやや乾燥気味に管理する。施肥は、春から秋にかけて緩効性の肥料を2か月おき程度に与える。
南西諸島では屋外で生育し、街路や公園へ植栽されている。

## 名称・園芸品種
観葉植物として流通しているものは「アルティシマ」のほか、「アルテッシマ」「アルティッシマ」「アルテシーマ」の名でよばれている。
多く出回っているのは ‘バリエガタ’ という園芸品種で、葉の縁に黄緑色の斑が入り、人気がある。